# Cá hang động Ozark
Cá hang động Ozark, tên khoa học Amblyopsis rosae, là một loài cá nước ngọt ngầm bản địa nhỏ của Mỹ. Nó đã được liệt kê như là một loài bị đe dọa ở Mỹ kể từ năm 1984, IUCN liệt kê nó như loài như dễ bị tổn thương. Nó được liệt kê như nguy cơ tuyệt chủng do Sở bảo tồn Missouri.
Cá hang động Ozark có màu hồng trắng và đạt chiều dài tối đa hai inch (5 cm). Đầu hơi phẳng, và nó có một hàm thấp hơi nhô ra. Cá không có vây bụng; các vây lưng và vây hậu môn xa hơn về phía lưng so với các loài cá. Cá hang động Ozark chỉ có đôi mắt thô sơ và không có thần kinh thị giác. Nó chỉ sống trong hang động. Nó không có sắc tố và mất các thứ không sử dụng. Tuy nhiên, nó thích nghi với môi trường hang động thông qua các gai cảm giác phát triển tốt. Chúng ăn chủ yếu là các sinh vật nhỏ, cũng như các động vật giáp xác nhỏ và ấu trùng kỳ giông. Tỷ lệ sinh sản của cá hang động Ozark thấp hơn so với hầu hết các loài cá khác.